# Гупкински
Гупкински (рус. Губкинский) град је у Русији у Јамало-Ненецији. Према попису становништва из 2010. у граду је живело 23335 становника.

## Становништво
| 1989. | 2002.  | 2010.  |
| ----- | ------ | ------ |
| 9.676 | 20.407 | 23.335 |